# Separarea bisericii de stat

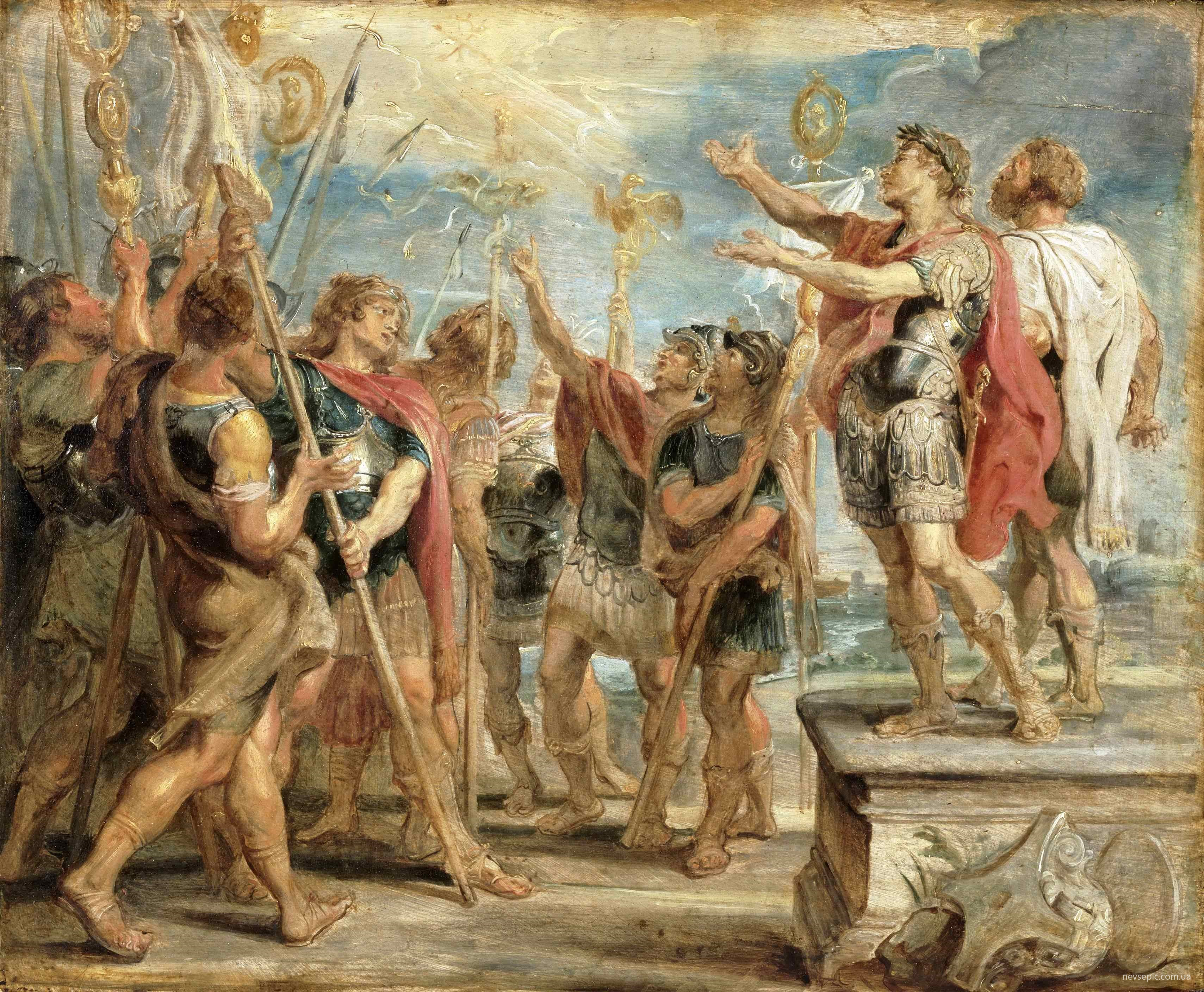
Conversiunea lui Constantin idealizează conversiunea lui Constantin cel Mare, care a primit botezul de-abia pe patul de moarte.

Țări cu religie de stat

Separarea bisericii de stat este un concept filosofic și jurisprudențial pentru definirea distanței politice în relația dintre organizațiile religioase și stat. Conceptual, termenul se referă la crearea unui stat secular (cu sau fără separarea explicită din punct de vedere legal a biesricii-stat) și la desființarea, schimbarea unei relații existente, formale între biserică și stat.
Într-o societate, gradul de separare politică dintre biserică și statul civil este determinat de structurile juridice și de punctele de vedere legale predominante care definesc relația corectă dintre religia organizată și stat. Aplicarea strictă a principiului secular este folosită în Franța. În schimb, societăți precum Danemarca și Anglia mențin recunoașterea constituțională a unei biserici oficiale de stat; în mod similar, alte țări au o politică de acomodare, simbolurile religioase fiind prezente în piața publică.
În practică, separarea de stat a bisericii variază de la separarea totală, mandatată de constituția politică a țării, ca și în India și Singapore, la o religie de stat, ca și în Maldive. Filosofia separării bisericii de statul civil este paralelă cu filosofia secularismului, a desființării, a libertății religioase și a pluralismului religios. Prin intermediul acestor filozofii, statele europene și-au asumat unele dintre rolurile sociale ale bisericii sub forma statului bunăstării, o schimbare socială care a produs o populație seculară culturală și o sferă publică.
În 1644, Roger Williams, un pastor baptist și fondator al statului Rhode Island și al Primei Biserici Baptiste din America, a fost primul oficial care a cerut „un zid sau o gardă de separare” între „sălbăticia lumii” și „grădina bisericii”. Deși conceptul este mai vechi, expresia exactă "separarea bisericii și a statului" este derivată din "zidul de separare dintre Biserică și Stat", un termen inventat de Thomas Jefferson în scrisoarea sa din 1802 către membrii Asociației Baptiste Danbury din statul Connecticut referitor la primul amendament al Constituția Statelor Unite ale Americii. Conceptul a fost promovat de iluminiști precum John Locke.

## Istorie

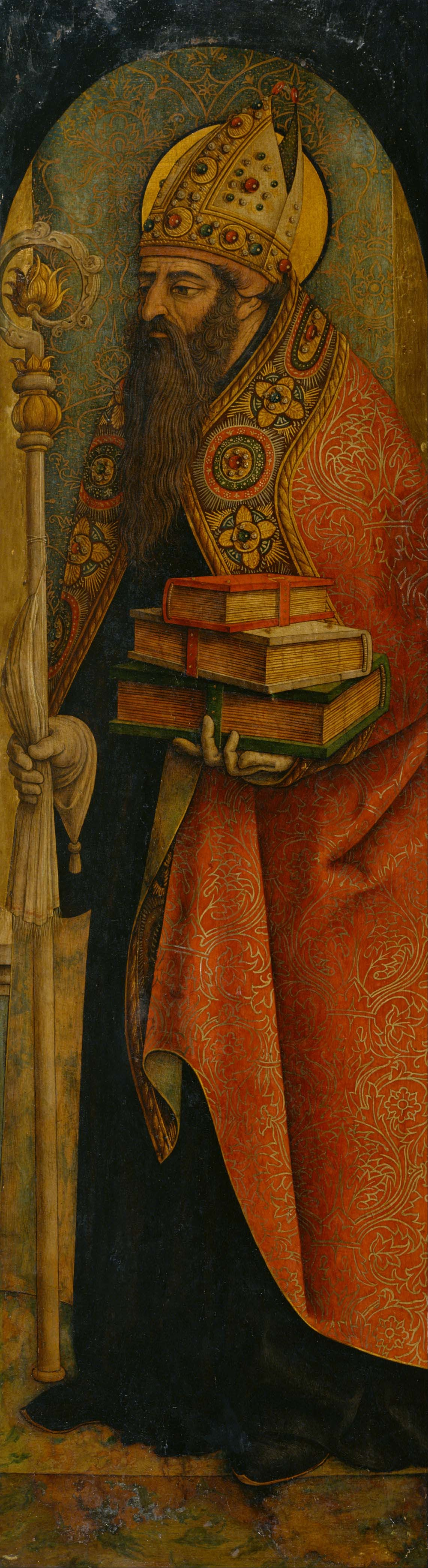
Sfântul Augustin de Carlo Crivelli

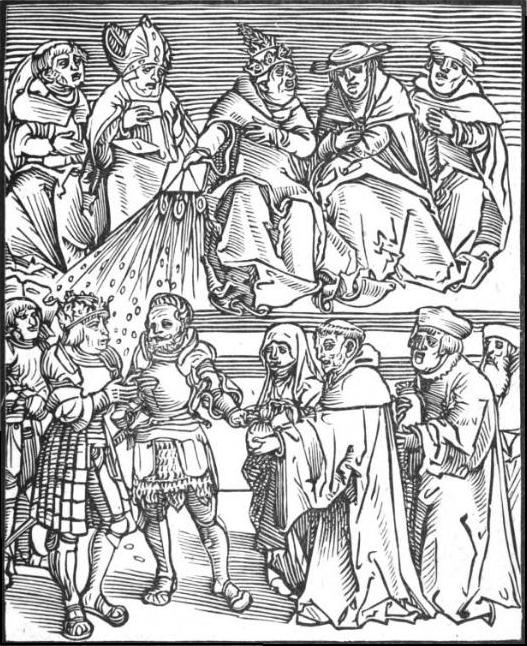
Anticristul, o xilogravură de Lucas Cranach cel Bătrân, care folosește puterea temporală a papei pentru a acorda autoritate unui conducător care contribuie cu generozitate.

Timp de secole, monarhii au condus după ideea dreptului divin. Uneori, acest lucru a început să fie folosit de un monarh pentru a susține ideea că regele își conducea atât propriul regat, cât și Biserica în limitele sale, o teorie cunoscută sub numele de cezaropapism. Pe de altă parte, se afla doctrina catolică conform căreia Papa, în calitate de Vicar al lui Hristos pe pământ, ar trebui să aibă autoritatea supremă asupra Bisericii și, indirect, asupra statului, Donația falsificată a lui Constantin fiind folosită pentru a justifica și afirma autoritatea politică a papalității.
De-a lungul Evului Mediu, Papa a revendicat dreptul de a-i detrona pe regii catolici ai Europei Occidentale și a încercat să-l exercite, uneori cu succes, de exemplu în 1066, cu Harold Godwinson , alteori nu, de exemplu, în 1305 cu Robert Bruce al Scoției , și mai târziu cu Henric al VIII-lea al Angliei și Henric al III-lea al Navarei. Valdenzii erau o sectă medievală care susținea separarea bisericii de stat.
La începutul Reformei protestante, Martin Luther a articulat o doctrină a celor două regate . Conform lui James Madison, probabil unul dintre cei mai importanți susținători americani ai separării bisericii de stat, doctrina lui Luther despre cele două regate a marcat începutul concepției moderne de separare a bisericii de stat.
În 1534, Henric al VIII-lea, înfuriat de refuzul Papei Clement al VII-lea de a-i anula căsătoria cu Ecaterina de Aragon, a decis să se rupă de Biserică și s-a impus conducător al Bisericii Anglicane, unificând ierarhiile clericale feudale și ale Coroanei sub o singură monarhie.

## În diverse țări

### România
România este un stat laic și nu are religie de stat. Rolul religiei în societate este însă reglementat de mai multe articole din Constituția României.
Articolul 29. Libertatea conștiinței. Libertatea gândirii și a opiniilor, precum și libertatea credințelor religioase nu pot fi îngrădite sub nici o formă. Nimeni nu poate fi constrâns să adopte o opinie ori să adere la o credință religioasă, contrare convingerilor sale.
Articolul 29. Libertatea conștiinței. Cultele religioase sunt autonome față de stat și se bucură de sprijinul acestuia, inclusiv prin înlesnirea asistenței religioase în armată, în spitale, în penitenciare, în azile și în orfelinate.
Articolul 32. Dreptul la educație. Statul asigură libertatea învățământului religios, potrivit cerințelor specifice fiecărui cult. În școlile de stat, învățământul religios este organizat și garantat prin lege.

### Arabia Saudită
Sistemul juridic al Arabiei Saudite se bazează pe Sharia, legea islamică derivată din Coran și tradițiile profetului islamic Mahomed și, prin urmare, nu există o separare între moschee și stat.

### Coreea de Sud
Libertatea religioasă în Coreea de Sud este prevăzută în Constituție, care prevede separarea religiei de stat și interzice discriminarea pe baza convingerilor religioase. În ciuda acestui fapt, organizațiile religioase joacă un rol major și au o influență puternică în politică.

### Elveția
Articolele 8 („Egalitatea în fața legii”) și 15 („Libertatea religioasă și a conștiinței”) din Constituția Federală a Confederației Elvețiene garantează libertatea individuală de credință. Se stipulează în special că „Nicio persoană nu poate fi obligată să se alăture sau să aparțină unei comunități religioase, să participe la un act religios sau să urmeze învățături religioase”.

### Spania
Începând cu 1978, conform Constituției spaniole (articolul 16.3), „Nicio religie nu va avea caracter statal. Autoritățile publice vor ține cont de credințele religioase ale societății spaniole și, în consecință, vor menține relații de cooperare adecvate cu Biserica Catolică și cu alte confesiuni.”

### Singapore
Singapore găzduiește oameni de multe religii și nu are nicio religie de stat. Guvernul din Singapore a încercat să evite să acorde prioritate oricărei religii specifice față de restul.

## Opinii religioase

### Creștinism
Din punct de vedere istoric, Biserica Catolică, Bisericile Ortodoxe Răsăritene și Bisericile Luterane au considerat dezirabilă o relație strânsă între biserică și stat oriunde este posibil.
Bisericile ortodoxe au format uneori, din punct de vedere istoric, o „simfonie” cu statul, fie de jure, fie de facto.

### Luteralism
Luteranismul a fost legat de monarhiile din diferite țări, cum ar fi Suedia, Danemarca și Islanda, printre altele. Aceste țări sunt state creștine, Biserica Luterană fiind biserica de stat. Monarhii acestor țări sunt luterani declarați și, până în zilele noastre, „influența luteranismului poate fi încă resimțită profund în viața acestor țări”.
Teologia luterană menționează că „în îndeplinirea propriului mandat primit de la Dumnezeu, biserica trebuie să vorbească atât Legea, cât și Evanghelia”, ceea ce „adesea înseamnă să abordeze problemele publice din perspectiva Cuvântului lui Dumnezeu”.